# Liseron des dunes
Calystegia soldanella
Espèce
Classification phylogénétique
Le Liseron des dunes, liseron des sables, liseron soldanelle ou liseron de mer (Calystegia soldanella) est une plante herbacée vivace de la famille des Convolvulacées.

## Phytonymie
Le nom scientifique Calystegia provient du grec kalyx, « calice », et stegos, « abri », du verbe stegô, « recouvrir », par allusion aux larges bractées entourant le calice. L'épithète latin soldanella est issu de soldus « sou », allusion aux feuilles en forme de petit parapluie qui évoquent cette pièce de monnaie ronde.

### Synonymes
La plante porte d'autres noms scientifiques parfois utilisés, mais ces synonymes nomenclaturaux sont non valides :
- Convolvulus soldanella L., 1753, basionyme
- Convolvulus maritimus Lam., 1779
- Convolvulus asarifolius Salisb., 1796
- Calystegia reniformis R.Br., 1810
- Calystegia asarifolia Gray, 1821
- Latrienda soldanella (L.) Raf., 1838

## Caractéristiques

### Appareil végétatif
Ce liseron est une plante vivace rhizomateuse (souche grêle à rhizome blanc s'étalant sur 1,5 m de longueur et contribuant à la stabilisation des sols), traçante, procumbente, la tige non volubile qui produit du latex blanc pouvant atteindre 50 à 100 cm de longueur. Les feuilles glabres comme la tige, assez charnues, peuvent être deux fois plus larges que longues. Réniformes et longuement pétiolées, elles ont des oreillettes arrondies, un peu sinuées, et un apex obtus ou émarginé.
Les feuilles montrent des adaptations morpho-anatomiques aux conditions écologiques des systèmes dunaires maritimes : présence de trichomes glandulaires assimilés à des glandes à sel éliminant les sels minéraux en excès et participant à la lutte contre le dessèchement en régulant le contenu des cellules en sels, distribution amphistomatique (stomates sur les deux surfaces foliaires) qui pourrait être une adaptation à l'ensablement, mésophylle constitué d'un parenchyme aquifère avec des cellules renfermant une vacuole riches en mucilages, substances qui absorbent l'eau.

### Appareil reproducteur
La floraison éphémère a lieu de mai à octobre. L'inflorescence est une grappe de fleurs  solitaires axillaires de 3 à 5 cm. Le calice à cinq dents est protégé par une paire de grosses bractéoles ovoïdes à suborbiculaires. La corolle en entonnoir est formée de cinq pétales roses ou pourprés, avec souvent des rayures blanchâtres. L'androcée est constitué de cinq étamines, le pistil de deux carpelles soudés. Ces fleurs hermaphrodites et actinomorphes sont entomogames. Le fruit est une capsule ovoïde glabre, contenant des graines brunes et lisses, barochores et hydrochores. Ces graines portent un revêtement imperméable à l'eau et une cavité remplie d'air qui leur permettent une dissémination plus importante, en flottant dans l'eau de mer pendant un peu plus d'une année, de 15 à 18 mois, tout en gardant jusqu'à 30 % de leur capacité de germination : elles sont transportées et disséminées par les courants océaniques de l'Atlantique nord dans les régions tempérées (Royaume-Uni, Irlande, côte de l'Amérique du Nord), par les courants océaniques de l'Indo-Pacifique dans les régions tempérées ainsi que dans la Manche, la Méditerranée et la Mer Noire.

Cycles de vie
L'appareil reproducteur de cette plante vivace est une inflorescence en grappe de fleurs solitaires de 3 à 5 cm dont le calice à 5 dents est protégé par une paire de grosses bractéoles ovoïdes à suborbiculaires.
La corolle en entonnoir est formée de 5 pétales roses ou pourprés, avec souvent des rayures blanchâtres. L'androcée est constitué de 5 étamines, le pistil de 2 carpelles soudées.
Floraison :
La fleur hermaphrodite et actinomorphe est entomogame et la floraison éphémère qui se déroule de mai à octobre donne lieu à la gamétogenèse où le gamétophyte mâle : le pollen féconde le gamétophyte femelle : l'oosphère.
Nouaison :
La fécondation donne le fruit qui est une capsule ovoïde glabre contenant 4 graines disséminées par gravité : barochorie et par hydrochorie car grâce à son revêtement imperméable à l'eau et une cavité d'air lui permettant de flotter dans l'eau de mer jusqu'à 18 mois, les graines peuvent être dispersées beaucoup plus loin tout en gardant jusqu'à 30 % de leur capacité de germination.
Germination :
La graine germe dans le sable maritime et on observe ensuite la croissance de la plantule. La pousse juvénile est composée d'une tige, de deux cotylédons (feuilles embryonnaires émanant du bourgeon) et d'une racine qui est constituée en rhizome, système racinaire développé à l'âge adulte.
Croissance :
A l'âge adulte, le rhizome blanc de la Calystegia soldanella s'étale, formant des clones locaux pouvant s'étendre jusqu'à 30 m de longueur. De sa tige couchée, rampante, non volubile, qui produit du latex et peut atteindre 50 à 100 cm de longueur. partent des stolons, tiges secondaires qui courent à la surface du sol et s'enracinent de place en place pour produire de nouveaux pieds par marcottage.
Ses feuilles sont glabres comme la tige, charnues, deux fois plus larges que longues, en oreillettes arrondies en forme de pièce de monnaie ou de rein, obtuses ou émarginées, longuement pétiolées et un peu sinuées. Les feuilles et les tiges de cette vivace disparaissent pendant l'hiver (plante géophyte) où la souche enfouie dans le sol résiste à la mauvaise saison.
BIOTOPE  ET ECOSYSTEME :
Psammophyte, son habitat est la dune submaritime vivace thermophile protégeant contre l'érosion aérienne ; on rencontre donc la Calystegia soldanella sur les dunes embryonnaires et les avant-dunes mobiles du littoral marin, occasionnellement sur les plages de sable. Son rhizome permet la fixation des dunes et accumule les vases anoxiques, offrant un développement important aux bactéries et divers invertébrés jouant un rôle dans la fonction d'épuration des lagunages naturels.
Bien que présente en France où elle est native, en Méditerranée, Atlantique, Manche mais aussi en Indo-Pacifique, cette espèce a disparu dans les Alpes Maritimes et est inscrite à l'article 1 de l'Arrêté du 9 mai 1994 relatif à la liste des espèces végétales protégées en région Provence Alpes Côte d'Azur.
Sources :
Bonnier G., De Layens G., 1986. Flore complète portative de la France, de la Suisse et de la Belgique. Belin,425p
https://www.kloranebotanical.foundation/fr/decouvrir/mediatheque/plantes
https://www.tela-botanica.org/thematiques/flora-data/
https://www.preservons-la-nature.fr/flore/taxon/2085.html

## Habitat et répartition
Psammophyte, les dunes submaritimes vivaces thermophiles sont son habitat-type. Hémicryptophyte stolonifère ou géophyte à rhizome, elle a une aire de répartition cosmopolite : côtes du Royaume Uni, de l'Irlande et de l'Amérique du Nord ; Mer Méditerranée et Mer Noire ; côtes tempérées de l'Indo-Pacifique ; etc.

## Statuts de protection, menaces
L'espèce n'est pas encore évaluée à l'échelle mondiale et européenne par l'UICN. En France elle est classée comme non préoccupante . Toutefois localement l'espèce est considérée en danger-critique (CR) en Haute-Normandie ; en danger (EN) en Provence-Alpes-Côte d'Azur, comme vulnérable (VU) en Picardie.

## Galerie

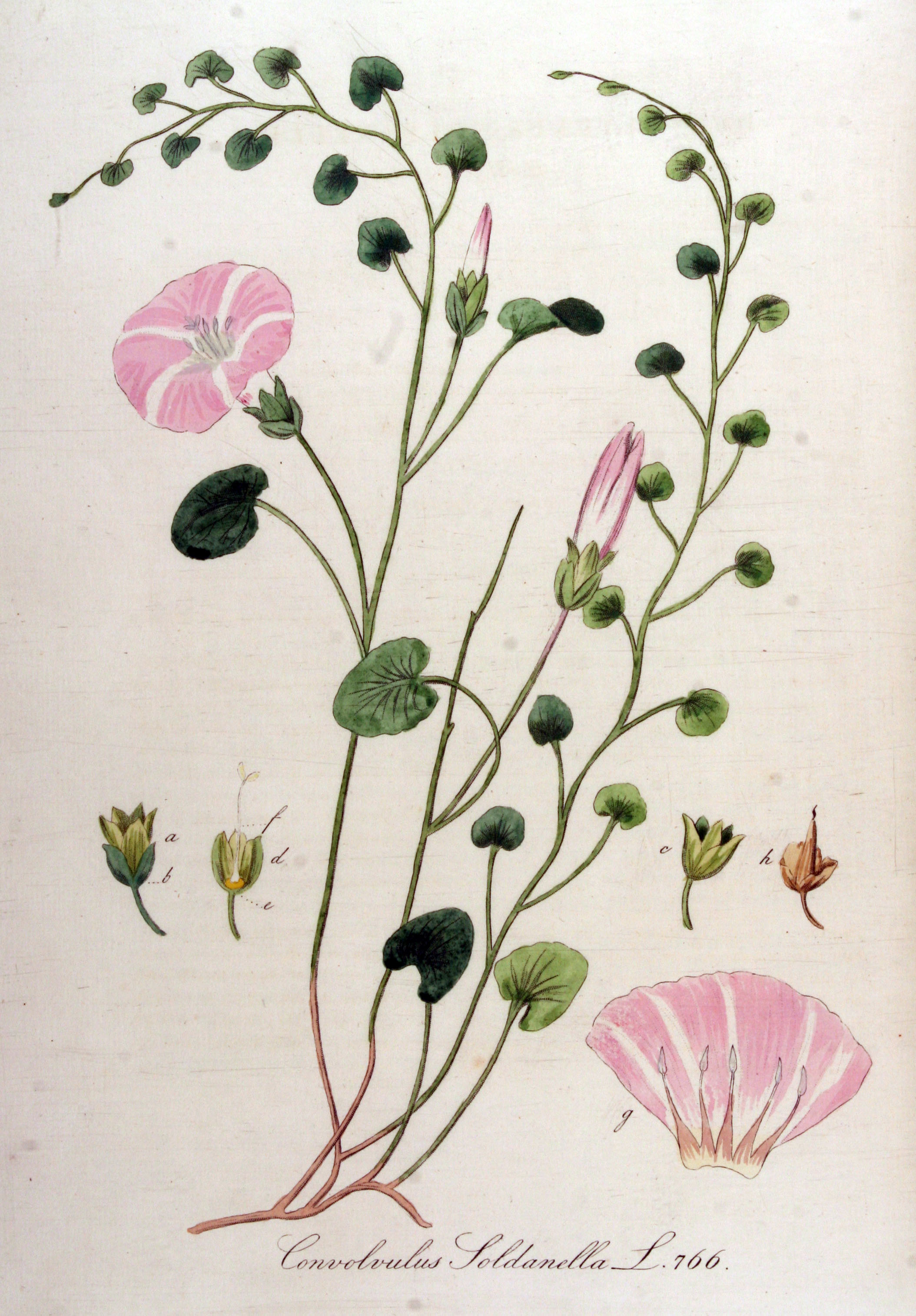
Planche botanique.
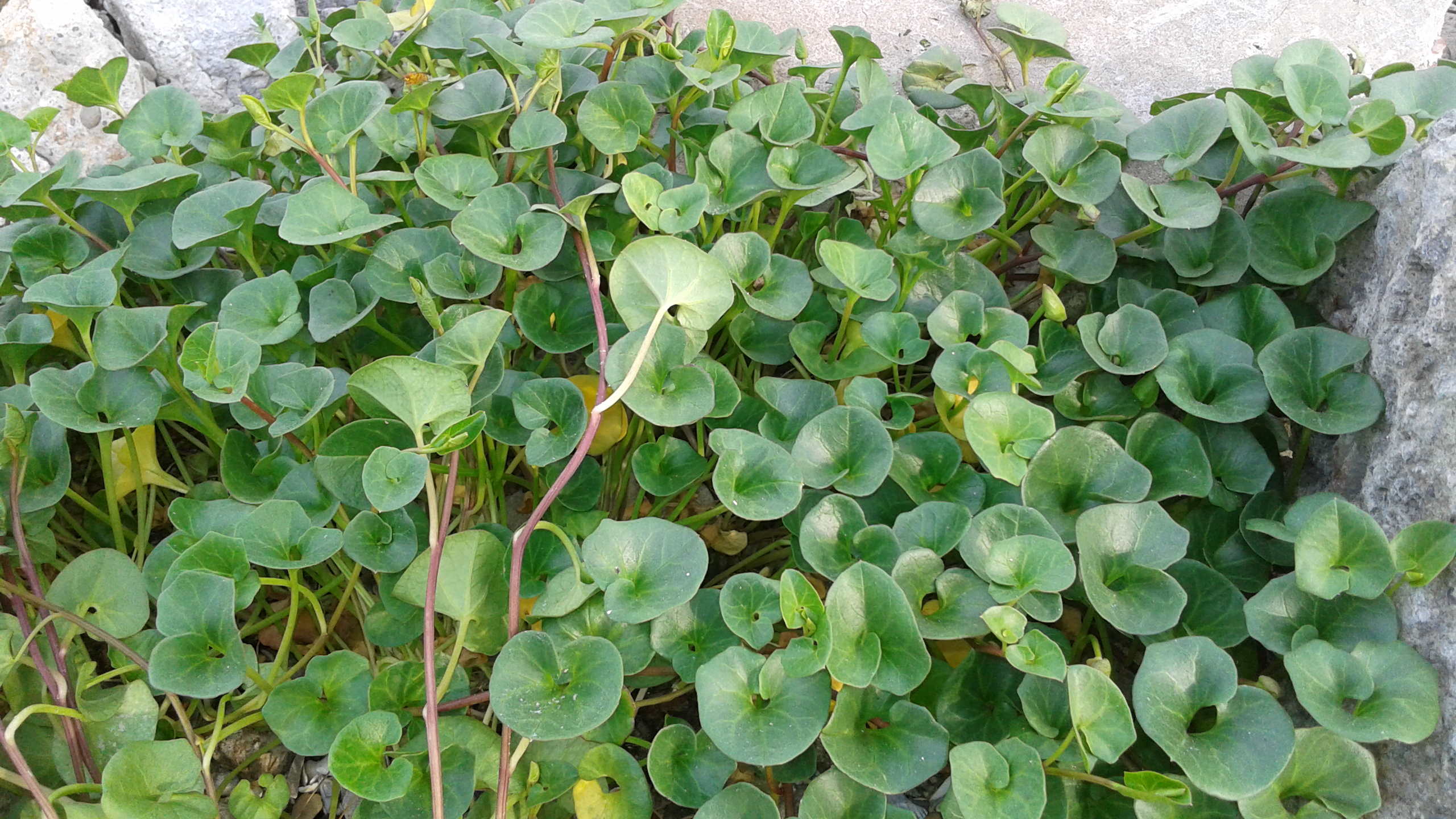
Vue du feuillage.